# Rebirth of Mothra
Série
Rebirth of Mothra 2
(1997)
Pour plus de détails, voir Fiche technique et Distribution.
Rebirth of Mothra (モスラ, Mosura) est un film japonais réalisé par Okihiro Yoneda, sorti en 1996.

## Synopsis
Alors que Mothra termine paisiblement sa vie à Infant Island en veillant sur son œuf, une compagnie forestière déterre un sceau antique au pouvoir maléfique. La méchante fée Belvera s'en empare et réveille Desghidora...

## Fiche technique
- Titre : Rebirth of Mothra
- Titre original : モスラ (Mosura)
- Réalisation : Okihiro Yoneda
- Scénario : Masumi Suetani
- Production : Hiroaki Kitayama et Shogo Tomiyama
- Musique : Toshiyuki Watanabe
- Photographie : Yoshinori Sekiguchi
- Montage : Nobuo Ogawa
- Pays d'origine : Japon
- Langue : japonais, anglais
- Format : Couleurs - 1,85:1 - Stéréo - 35 mm
- Genre : Action, aventure et fantastique
- Durée : 104 minutes
- Date de sortie : 14 décembre 1996 (Japon)
- Monstres : Mothra, Desghidorah

## Distribution
- Megumi Kobayashi : Moll
- Sayaka Yamaguchi : Lora
- Aki Hano : Belvera
- Kazuki Futami : Taiki Goto
- Maya Fujisawa : Wakaba Goto
- Kenjiro Nashimoto : Mr Goto
- Hitomi Takahashi : Mme Goto